# Урняк (Хайбуллинский район)
Урня́к (баш. Үрнәк) — деревня в Хайбуллинском районе Башкортостана. Входит в Абишевский сельсовет.   

## География
Стоит на реке Зурсик.

### Географическое положение
Расстояние до:
- районного центра (Акъяр): 48 км,
- центра сельсовета (Большеабишево): 18 км,
- ближайшей ж/д станции (Сара): 105 км.

## История
Название восходит к названию колхоза «Үрнәк».

## Население
| 2002 | 2010 |
| ---- | ---- |
| 169  | ↘149 |

Национальный состав
Согласно переписи 2002 года, преобладающая национальность — башкиры (99 %).

## Инфраструктура
Личное подсобное хозяйство с зоной сельскохозяйственного использования, индивидуальная застройка усадебного типа.
Основа экономики — сельское хозяйство.
Урняковский ФАП.

## Транспорт
Деревня доступна автотранспортом.

## Религия
В деревне есть мечеть.

## Известные уроженцы
- Акбулатова, Фарзана Фатиховна (род. 1 февраля 1960 года)— башкирская писательница, журналист, член Союза писателей РБ (1995), член Союза писателей РФ, член Союза журналистов РБ (1999), лауреат литературной премии им. Ш.Бабича (1996).